# Йозеф Поліг
Йозеф Поліг (нім. Josef Polig; (9 листопада 1968 , Віпітено, Трентіно-Альто-Адідже ) — італійський гірськолижник, олімпійський чемпіон.
Золоту олімпійську медаль та звання олімпійського чемпіона Поліг здобув на Альбервільській олімпіаді 1992 року, де виграв змагання з гірськолижної комбінації.
У кубку світу в Поліга не було жодних перемог і навіть подіумів.

## Виноски
1. ↑  Olympedia — 2006.
2. ↑  Albertville 1992 Official Report (PDF). Le Comite d'Organisation des Jeux Olympiques Albertville. LA84 Foundation. 1992. Архів оригіналу (PDF) за 26 лютого 2008. Процитовано 3 січня 2014.
3. ↑  Alpine Skiing at the 1992 Albertville Winter Games: Men's Combined. Sports Reference. Архів оригіналу за 17 квітня 2020. Процитовано 27 березня 2018.